# Dvojvila rodiny Krondlových
Dvojvila rodiny Krondlových je vilový dvojdům z let 1912–1913 ve stylu moderny se secesním výrazem, situovaný v Krondlově ulici v Brně-Žabovřeskách. Byla vystavěna podle návrhu architekta Valentina Hrdličky pro brněnského středoškolského profesora a stenografa Antonína Krondla a jeho rodinu jako součást tehdy nově vznikající České úřednické čtvrti.

## Historie
Od roku 1911 se ve východním výběžku katastru obce Žabovřesky na západním úbočí Kraví hory a na horním východním okraji Císařského lesa, v oblasti ohraničené dnešními ulicemi Zeleného, Tichého, Krondlovou a Foustkovou, začala formovat tzv. Česká úřednická čtvrť – výstavba rodinných domů a vil určených pro členy úřednického družstva založeného roku 1908. Čtvrť měla být protiváhou brněnské Německé úřednické čtvrti (nynější ulice Všetičkova, Jiřikovského, Zachova a Tvrdého) na opačné straně Kraví hory, na severovýchodním úpatí Žlutého kopce, kde stály vily německých brněnských úředníků ve stylu novorenesance a secese. Obě kolonie byly inspirovány principem anglických zahradních měst. Jistou inspirací pro domy v České úřednické čtvrti mohl být i design Jurkovičovy vily, která jako vznikla na úpatí lesa, pod českou čtvrtí, již v roce 1906.
V květnu roku 1912 získala pozemky ke stavbě dvojvily ve strmém terénu Mrštíkovy ulice (nynější Krondlovy) od úřednického družstva rodina Krondlova. Vlastníky jednoho z nich se stali manželé Antonín a Olga Krondlovi (pozdější dům čo. 22), sousedního pak manželé Vladimír a Milena Krondlovi (pozdější dům čo. 20). Antonín Krondl byl školním inspektorem, stenografem a bývalým středoškolským profesorem, jeho syn Vladimír se rovněž věnoval učitelskému povolání.
Vzhledem k nedochovaným plánům není autorství dvojdomu jisté. Dle stylu a doby a místa působení by jím mohl být Vladimír Fischer, v úvahu připadají také Valentin Hrdlička či architekt Papež (snad Gustav Papež?).
Od roku 2023 je dvojdům chráněn jako kulturní památka.

## Architektura
Průčelí dvojdomu, orientované do ulice Krondlovy, má nápadnou siluetu dvojice sedlových střech oddělených úžlabím a zvalbených do štítových nástaveb. Na ně navazuje fabionová římsa s malovanými rostlinnými motivy, která obě části dvojdomu opticky propojuje. Jinak jsou ale průčelí obou částí dvojdomu pojednána odlišně: Výše umístěný dům č. 517/20 má zádveří zakomponované do arkýřovité přízemní nástavby, níže položený dům č. 518/22 pak má při pravé straně asymetricky umístěný trojboký arkýř, táhnoucí se přes přízemí i patro. Výtvarné pojetí obou průčelí je dotvořeno kastlovými okny se subtilním geometrickým dělením.
Hlavní vstup domu čo. 20 je veden do předsíně, na níž navazuje v přízemí hlavní obytný prostor s kuchyní, koupelnou a přístavkem, zřejmě původně využívaným jako zimní zahrada. Z předsíně pak také vede dřevěné schodiště do horního patra domu. Dům čo. 22 je v boční části větší než dům čo. 20. Jeho hlavní vstup je umístěn právě v boční, tedy severozápadní stěně. Okna zahradní částí domu čo. 22 vedou na terasu domu čo. 20 – lze tedy předpokládat, že záměrem architekta byla možnost optického propojení a společného využívání těchto prostor.